# دو گفتار سازنده (۱۸۴۳)
دو گفتار سازنده (انگلیسی: Two Upbuilding Discourses) کتابی نوشته سورن کی‌یرکگور است که در سال ۱۸۴۳ منتشر شد.

## تاریخچه
کی‌یرکگور سه ماه پس از انتشار کتاب یا این/یا آن، دو گفتار سازنده را منتشر کرد، که بدون نتیجه‌گیری به بحث میان الف) زیباشناس، و ب) اخلاق‌دان، مبنی بر این‌که بهترین راه برای زندگی کردن کدام است، پایان یافت. کی‌یرکگور امیدوار بود که این کتاب همه چیز را برای هر دوی آن‌ها درونی کند.
در سال ۱۸۳۲ هگل بحثی را با مسیحیت آغاز کرد و گفت که دانش برای ایمان آسیب‌رسان نیست، بلکه مفید است. او می‌گوید: فلسفه (عشق به معرفت) «همان محتوای دین است». این تا حدی مدیون تلاش‌های « آنسلم و آبلارد» است که ساختار اساسی ایمان را در قرون وسطی توسعه دادند. هگل می‌خواهد مردم اعتقاد خود به خدا را به‌جای ایمان بر اساس معرفت قرار دهند، اما کی‌یرکگور می‌خواهد که هر فردی ایمان خود را در حضور خدا نشان دهد. ایمان با زحمت ذهنی به‌دست نمی‌آید، با مبارزه شخصی و یاری خداوند به‌دست می‌آید. کی‌یرکگور خوانندگان خود را از دنیای بیرونی مشاهده، به دنیای درونی ایمان می‌کشاند.

## ساختار
- هر یک از هجده گفتار سازنده با یک تقدیم آغاز می‌شود: این گفتارها به مرحوم مایکل پدرسن کی‌یرکگور، که قبلاً یک تاجر لباس در شهر پدرم بود، تقدیم می‌شود.[۴]
- بعد، یا یک مقدمه یا یک دعا به یکی از گفتارها پیوست شده است. پیش‌گفتار به آن فردی اختصاص دارد که کی‌یرکگور خواننده «من» می‌خواند.
- در نهایت خود گفتارها ارائه می‌شوند. هر گفتار بر اساس یک قطعه کتاب مقدس است. این‌ها عناوین دو گفتار اول اوست.

1. انتظار ایمان
2. هر چیز خوب و هر هدیه عالی از بالاست

## بازخورد
کی یرکگور ۲۰۰ نسخه از گفتارها را فروخت و تنها یک ویراستار آن را بررسی کرد. دو گفتارو یا این/یا آن هر دو توسط مایر آرون گلدشمیت و یوهان لودویگ هایبرگ بررسی شدند. دو گفتار باید تا سال ۱۹۲۷ منتظر می‌ماند تا مورد توجه قرار گیرد و تا سال ۱۹۴۶ به انگلیسی ترجمه نشد. دیوید اف. سوئنسون هجده گفتار را ترجمه کرد و آن‌ها را در چهار جلد منتشر کرد. و سپس کالج سینت الاف آن‌ها را در سال ۱۹۹۰ در یک جلد ترجمه و منتشر کرد. محققین بیشتر کارهای کی‌یرکگور را به رابطه او با پدرش، رگینه اولسن، ماجرای کورسیر یا حمله او به کلیسا مرتبط می‌دانند. همه با وجود بیرونی او سر و کار دارند.

### دست اول
- Two Upbuilding Discourses, 1843 Swenson translation
- Eighteen Upbuilding Discourses, by Søren Kierkegaard, Princeton University Press. Hong, 1990
- Either/Or Part I, Edited by Victor Eremita, February 20, 1843, translated by David F. Swenson and Lillian Marvin Swenson Princeton University Press 1971

- Either/Or Part 2, Edited by Victor Eremita, February 20, 1843, Hong 1987
- Fear and Trembling; Copyright 1843 Søren Kierkegaard – Kierkegaard’s Writings; 6 – copyright 1983 – Howard V. Hong
- Concluding Unscientific Postscript to Philosophical Fragments Volume I, by Johannes Climacus, edited by Søren Kierkegaard, Copyright 1846 – Edited and Translated by Howard V. Hong and Edna H. Hong 1992 Princeton University Press
- The Point of View for My Work as An Author: A Report to History, edited by Benjamin Neilson, by Søren Kierkegaard 1848, Translated with Introductory Notes by Walter Lowrie, 1962, Harper and Row Publishers
- The Sickness Unto Death, by Anti-Climacus, Edited by Søren Kierkegaard, Copyright 1849 Translation with an Introduction and notes by Alastair Hannay 1989

### دست دوم
- Lectures on the philosophy of religion, together with a work on the proofs of the existence of God, Vol 1, Translated from the 2d German ed. by E.B. Speirs, and J. Burdon Sanderson: the translation edited by E.B. Speirs (1895) Hegel, Georg Wilhelm Friedrich, 1832
- Søren Kierkegaard, A Biography, by Johannes Hohlenberg, Translated by T.H. Croxall, Pantheon Books 1954

- Hunt,George Laird, "Ten makers of modern Protestant thought Schweitzer, Rauschenbusch, Temple, Kierkegaard, Barth, Brunner, Niebuhr, Tillich, Bultmann, Buber, 1958". Retrieved 2010-10-01.Retrieved 2010-10-01.
- A Short Life of Kierkegaard, by Walter Lowrie, Princeton University Press, 1942, 1970

### آنلاین
- A Selection from Two Upbuilding Discourses 1843 Free Audio
- Notre Dame Philosophical Reviews "Kierkegaard's Upbuilding Discourses, Philosophy, theology, literature, by Pattison, George, Routledge, 2002, 240pp". Retrieved 2010-09-04.Retrieved 2010-09-04. شابک ‎۰−۴۱۵−۲۸۳۷۰−۱ISBN 0-415-28370-1